# Thorbjørn Svenssen

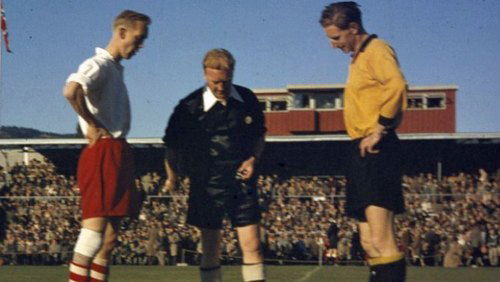
Thorbjørn Svenssen (rechts) im Jahr 1957

Thorbjørn Svenssen (* 22. April 1924 in Sandefjord; † 8. Januar 2011 ebenda, genannt „Klippen“ (Der Felsen)) war ein norwegischer Fußballspieler. Er hatte seine Position in der Verteidigung. Mit 104 Einsätzen war er bis zum 7. September 2012 Rekordnationalspieler der norwegischen Fußballnationalmannschaft.

## Leben
Svenssen begann mit dem Fußballspielen 1936 bei Sandefjord BK. Die klimatischen Bedingungen brachten in der Regel fünf Monate Schnee und Frost mit sich, so dass er schon in den Jugendjahren sich nicht alleine sportlich mit dem Fußball beschäftigte. Im Winter war Skispringen, Bandywettkämpfe und Eishockeyspiele angesagt, der Fußball spielte in den übrigen Monate seine Rolle in der vielseitigen Beschäftigung des jungen Sportlers. Rückblickend sagt er zu dieser Zeit, "dass er schon als Steppke dazu herausgefordert wurde, zäh, kampfkräftig, ausdauernd und athletisch zu sein". Er hat dreimal mit der Mannschaft trainiert und jede freie Stunde darüber hinaus auch alleine. Er blieb Sandefjord während seiner gesamten, von 1945 bis 1965 dauernden Karriere treu. Insgesamt bestritt er 600 Spiele für den Verein, davon 196 in der ersten Liga. Einen Ligatitel oder Pokal gewann er in seiner Vereinskarriere nie. In den Jahren 1957 und 1959 stand er aber mit seinem Verein – Sandefjord gehörte von 1948/49 bis 1961/62 der 1. Liga (Hovedserien) an – in den Pokalendspielen. Beide Endspiele wurden von den Gelb-Schwarzen verloren. 1957 mit 0:4 gegen Fredrikstad FK und 1959 knapp mit 1:2 Toren nach Verlängerung gegen Viking Stavanger.
Im Jahr 1946, in Oslo, trägt er erstmals das Nationaltrikot, 22-jährig macht er in der B-Auswahl bei einer 2:3-Niederlage gegen Dänemark auf sich aufmerksam. In der A-Nationalmannschaft spielte er von 1947 bis 1962 fast 15 Jahre lang. In dieser Zeit bestritt er 104 Länderspiele, 93 davon als Kapitän, und war nach dem Engländer Billy Wright der Zweite, der die Marke von 100 Länderspieleinsätzen erreichte. Sein 100. Länderspiel am 17. September 1961 verlor Norwegen 0:4 gegen Dänemark.
Außerdem nahm Norwegen 1952 an den Olympischen Spielen teil, wo man in der ersten Runde gegen Schweden – der spätere Bronzemedaillengewinner trat mit Torhüter Kalle Svensson und Mittelläufer Bengt Gustavsson an – ausschied. Ein Achtungserfolg gelang außerdem 1953, als man in der WM-Qualifikation ein 1:1 gegen den späteren Weltmeister Deutschland holte. Svenssen dirigierte die norwegische Abwehr gegen die fünf deutschen Angreifer Helmut Rahn, Max Morlock, Ottmar Walter, Fritz Walter und Hans Schäfer. Der 2:1-Heimerfolg am 12. Juni 1957 in der WM-Qualifikation gegen Ungarn mit deren prominenten Angreifern Nándor Hidegkuti, Lajos Tichy und Máté Fenyvesi, zählt auch zu den Erfolgen mit der Nationalmannschaft. Von 1953 – am 24. Juni gegen das Saarland – bis zum 29. Oktober 1961 beim Auswärtsspiel gegen die Türkei trat er für Norwegen in zehn WM-Qualifikationsspielen an. Noch im 99. Länderspiel gegen die Sowjetunion (0:3) im August 1961 im Ullevaal-Stadion, wurde er erneut als bester Spieler ausgezeichnet. Langjährige Weggefährten waren der Verteidigerkollege Arne Bakker und der Sturmtank Harald Hennum.
Im Holmenkollen-Museum in Oslo, in dem Norwegens Sporthelden verehrt werden, ist Svenssen als einziger Fußballspieler verewigt.
Von seinen Landsleuten wurde er neben Klippen auch „Der große Walfänger“ genannt, weil er sich kurz nach dem Zweiten Weltkrieg als Walfänger seinen Lebensunterhalt verdient hatte. Nach Abschluss seiner Laufbahn leitete er die Spedition eines Manufakturbetriebs in Sandefjord, wo er vorher auch gearbeitet hatte. Sohn Thorgny spielte bis 1982 mit Start Kristiansand auch in der höchsten Liga.